# 雌甾四烯
雌甾四烯（英語：estratetraenol）又稱雌四烯醇、雌甾-1,3,5(10),16-麦角甾四烯-3-醇（estra-1,3,5(10),16-tetraen-3-ol），是一种成年女子分泌的化学物质，会对包括人类在内的灵长类动物
产生与信息素（费洛蒙）相关的作用。雌四烯醇最可能是人類女性費洛蒙、性激素雌二醇的代謝物，目前尚没有表现出任何已知的雌激素活化作用。